# Heteronyx tepperi
Heteronyx tepperi är en skalbaggsart som beskrevs av Blackburn 1888. Heteronyx tepperi ingår i släktet Heteronyx och familjen Melolonthidae. Inga underarter finns listade i Catalogue of Life.